# Mignavillers
Mignavillers – miejscowość i gmina we Francji, w regionie Burgundia-Franche-Comté, w departamencie Górna Saona.
Według danych na rok 1990 gminę zamieszkiwały 344 osoby, a gęstość zaludnienia wynosiła 45 osób/km² (wśród 1786 gmin Franche-Comté Mignavillers plasuje się na 420. miejscu pod względem liczby ludności, natomiast pod względem powierzchni na miejscu 597.).